# Caverna de Jack Cade
La Caverna de Jack Cade es una cueva que se extiende varios cientos de metros bajo tierra, en Blackheath, al sureste de Londres, Inglaterra. Se encuentra al noroeste de Heath y al suroeste de Greenwich Park, principalmente debajo del césped de Hollymount Close. Fue redescubierta alrededor del año 1780. También se les conoce como las Cavernas Blackheath. La entrada estaba al final de una hilera de pequeñas cabañas llamadas "Cavern Cottages" en la parte trasera de la Iglesia de la Trinidad en Blackheath Hill, (destruido en la Segunda Guerra Mundial). 

## Dimensiones
Ingresado por un vuelo de cuarenta pasos, consistió en tres o más cavernas separadas unidas entre sí por túneles. La primera o principal caverna es aproximadamente circular y tiene aproximadamente 35 pies (10,7 m) de diámetro. A partir de esto, hay otro de 60 pies (18,3 m) Hay un pasaje largo y sinuoso que conduce a una cámara que tiene aproximadamente 24 pies (7,3 m), variando en altura desde 6 pies (1,8 m) a 11 pies (3,4 m), con un pozo de agua pura, 27 pies (8,2 m) en profundidad, aunque en 1939 se descubrió que era 21 pies (6,4 m), parcialmente forrado de ladrillo y bastante seco. En su punto más bajo es 170 pies (51,8 m) desde la superficie.  

## Otras lecturas
- History of Lee and its Neighbourhood por FH Hart págs. 90–91[3] Quizás esta tenga la mejor descripción de la caverna.[4]
- Kentish Mercury Almanac, 1903
- The Ambulator, 11.ª edición, p. 49
- Underground passages, caverns, etc. of Greenwich and Blackheath, una conferencia de JM Stone a la Sociedad Anticuaria de Greenwich, 26 de febrero de 1914